# 卡通頻道 (亞洲)
亞洲卡通頻道（Cartoon Network Asia）是一個服務於全亞洲的電視頻道，專門播放動畫，該頻道由華納兄弟探索集團的國際部門運營，亞洲版總部位於新加坡。並覆蓋香港與亞洲多個國家與地區。

## 頻道歷史
1994年1月， 特納電視網（TNT）和卡通頻道宣布將於年底在亞洲開播。它們計畫透過亞太衛星的亞太二號服務，提供24小時全天候服務。
1994年10月6日（同台灣卡通頻道），透納廣播公司的亞太分公司正式推出亞洲卡通頻道。該頻道於中午12點（新加坡時間和香港時間）開播。
亞洲卡通頻道同台灣於1994年10月6日中午12時開播，由透納廣播系統於新加坡成立分部處，最早稱為「TNT & Cartoon Network」，初期 CN 與 TNT 電影共用同一頻道，白天時段（06:00~21:00） 為 Cartoon Network 播映時間。深夜時段（22:00~隔天06:00）由特納電視網（TNT）電影頻道 播映。最初該服務只有4種不同的音軌，包括國語、英語、日語和波斯語。
1995年2月26日，亞洲與歐洲、拉丁美洲、美國等國家地區同步首映德克斯特的實驗室。
1999年1月4日，卡通頻道亞洲頻道開始提供其節目的印地語配音版本，此外額外提供粵語、泰語、韓語、菲律賓語、馬來語等版本。
2001年，卡通頻道亞洲頻道（Cartoon Network Asia）推出了一個名為「卡通卡通」（Cartoon Cartoons）系列的卡通頻道原創節目。
2001年7月1日，亞洲卡通頻道正式成為一個獨立的24小時頻道，與此同時印度、菲律賓、台灣、澳洲、紐西蘭各地的卡通頻道也開始為各個國家提供特定的節目。
2004年6月，該頻道推出新品牌形象 CN City，在廣告時段展現了卡通頻道節目的角色之間的互動，作為風格。
2008年12月6日，新浪潮時代（New Wave Era）取代原有的品牌形象，也是自此時起亞洲頻道與美國本土的播映內容和頻道風格開始產生差異（至2011年9月30日止）。
2011年10月1日，在《阿甘妙世界》亞洲首播之際，亞洲卡通頻道推出了全新設計的品牌標識「It's A Fun Thing」，並推出了新節目《肥貓鬥小強》。
2012年起，亞洲卡通頻道正式以 16:9 HD 高畫質播出。
2022年1月8日起，亞洲卡通頻道替換了頻道的新風格「世界由我創」（Craft Your World）。並由美國蠟筆品牌「繪兒樂」擔任官方創意專家。
2022年起，由於「世界由我創」（Craft Your World）帶入 CARTOONITO 與其兒童節目播放。
2024年11月19日起，亞太地區的 HBO GO 被改版為 MAX（現已更名 HBO Max）。來自卡通頻道影集與電影被轉移至 HBO Max。

## 外部連結
- 亞洲卡通頻道 Cartoon Network Asia - YouTube
- 亞洲卡通頻道 Cartoon Network Asia 官方網站（2024-08-27 網站時光機）